# Tvillingtjärnarna (Bergs socken, Jämtland)
Tvillingtjärnarna är en sjö i Bergs kommun i Jämtland och ingår i Indalsälvens huvudavrinningsområde.